# پایگاه هوایی پیتر پرینس
 پایگاه هوایی پیتر پرینس (به انگلیسی: Peter Prince Field) یک فرودگاه همگانی بهره‌برداری هوایی است که یک باند فرود آسفالت دارد و طول باند آن ۱۱۲۸ متر است. این فرودگاه در کشور ایالات متحده آمریکا قرار دارد و در ارتفاع ۲۵ متری از سطح دریا واقع شده است.